# Un plan brillante
Un plan brillante (en inglés y originalmente, Flawless) es una película británica de 2007 dirigida por Michael Radford, escrita por Edward Anderson y protagonizada por Michael Caine y Demi Moore.

## Sinopsis
En el Londres de los años sesenta, Laura Quinn (Demi Moore) trabaja en la London Diamond Corporation, la empresa de diamantes más grandes del mundo, liderada por un directorio de hombres egoístas y maquiavélicos.
Quinn, una ejecutiva competente y eficaz pero descontenta, se frustra a medida que ve cómo el avance de su carrera se ve eclipsado por el liderazgo masculino en la compañía. Laura decide aliarse con el señor Hobbs (Michael Caine), un empleado que desde hace 15 años está encargado del turno de limpieza nocturno en la empresa y quien le presenta un plan perfecto para llevar a cabo un robo que no dejará rastro.
Quinn, sin advertirlo, realmente se ve envuelta en un plan a gran escala, ideado por Hobbs, que requiere sincronización absoluta. Hobbs logra dar el golpe maestro a las arcas de la compañía, para sorpresa de todos, incluida la misma señorita Quinn.
Para esclarecer el robo y neutralizar sus nefastas consecuencias para la reputación de la London Diamond Corporation, la empresa aseguradora de sus bienes, King's Row, designa a Finch, un sagaz investigador del ámbito de los seguros. Con las escasas pistas que logra hallar, empieza a sospechar que la señorita Quinn puede estar implicada en el golpe criminal.